# Antonius Hubert Thijssen
Antonius Hubert Thijssen SVD (* 26. Mai 1906 in Baarlo; † 7. Juni 1982) war ein niederländischer Ordensgeistlicher und römisch-katholischer Bischof von Larantuka.

## Leben
Antonius Hubert Thijssen trat der Ordensgemeinschaft der Steyler Missionare bei, legte 1927 die erste und 1931 die ewige Profess ab. Am 31. Januar 1932 empfing er das Sakrament der Priesterweihe.
Papst Pius XII. ernannte ihn am 8. März 1951 zum Titularbischof von Nilopolis und zum Apostolischen Vikar von Endeh in Indonesien. Sein Amtsvorgänger Heinrich Leven SVD spendete ihm am 3. Mai desselben Jahres in der Kathedrale von Ende die Bischofsweihe. Mitkonsekratoren waren der Apostolische Vikar von Atambua, Jacques Pessers SVD, und der wenige Tage vor ihm geweihte Apostolische Vikar von Larantuka, Gabriel Wilhelmus Manek SVD.
Papst Johannes XXIII. ernannte ihn am 3. Januar 1961 zum Bischof von Larantuka. Er nahm an allen vier Sitzungsperioden des Zweiten Vatikanischen Konzils als Konzilsvater teil.
Am 23. Februar 1973 nahm Papst Paul VI. seinen Verzicht auf das Bistum Larantuka an und ernannte ihn zum Titularbischof von Eguga. Gleichzeitig ernannte ihn der Papst zum Apostolischen Administrator des vakanten Bistums Denpasar. Mit der Ernennung des neuen Bischofs Vitalis Djebarus SVD am 4. September 1980 erlosch seine Administratur nach mehr als sieben Jahren. Er starb zwei Jahre später im Alter von 76 Jahren.